# سکونتگاه خانوادگی خودکفا
در اوت سال ۱۹۷۶ میلادی، این انجمن از یک «رقابت طراحی سکونت‌گاه خانوادگی خودکفا» بر اساس ماموریتش برای برنامه بشری حمایت نمود. این رقابت برای همه اعضای آپیو، انجمن انتاریوی متخصصان و فناوران مهندسی معتبر و برای دانشجویان مهندسی و فناوری انتاریو، آزاد بود. این رقابت فرصتی ارزنده را برای مهندسان و فناوران ایجاد کرد تا از توانایی‌های خلاقانه و دانسته‌های فنی شان در طراحی عمده استفاده کنند که این خود، یک نیاز عملی را برآورده می‌نمود. داوران رقابت عبارت بودند از: ال. اتکینسون، جی.کا. ماینتیث، پروفسور آی. دابلیو. اسمیت. داوران چنین گفتند که اساساً از کیفیت و کمیت موارد ارسال شده راضی بوده‌اند.
رقابت مربوط به طراحی اجزایی برای یک سکونتگاه کاملاً خودکفای خانوادگی بود که با استفاده از دستاوردهای گذشته، خودش گرما و انرژی را از آفتاب و باد تولید کرده، مواد دور ریختنی را بازیابی کرده و غذای خودش را تولید کند.
این امر مد نظر قرار گرفته بود که رقابت کنندگان از جدیدترین فناوری‌ها استفاده نموده، در پی ساده‌سازی بوده، از منابع و مصالح طبیعی استفاده کنند و در پی راحتی و تطبیق پذیری باشند. پروژه‌ها می‌توانستند مربوط به ساخت و ساز، مکانیکی، الکتریکی، مربوط به شیمی یا کشاورزی بوده و می‌توانستند تا آنجایی در برگیرنده عناصر، مونتاژها، وسایل یا سیستم‌هایی باشند که رقابت کننده گان، نقشه‌های مفهومی و با جزئیات، مشخصه‌های مورد نیاز و تمام اطلاعاتی مورد نیاز مربوطه‌ای را که به صورت واقعی برای ساخت یک پروژه مورد نیاز است را فراهم سازند.
جایزه ورودی توسط پائول. دی تیناری، دانشجوی سال اول مهندسی در دانشگاه گوئینز، گینگستون، اونتاریو، کسب گردید. او همچنین به عنوان جوانترین شرکت کننده، یعنی یک جوان ۱۸ ساله در زمان کسب این جایزه شناخته شد. آقای تیناری بدین دلیل انتخاب شد که سازه بنیادین او، یک شکل کروی، ساخته شده از قالب‌های بتنی همبندی شده و از پیش ساخته شده بود که به طرزی مناسب محکم گردیده و شالوده آن یک متر در زمین قرار گرفته و سپس با پنجره‌های گلخانه‌ای کروی از گوشه‌های جنوب شرقی و جنوب غربیِ کف طبقه اول با چمن پوشانیده شده بود. داوران چنین ذکر کردند که این طراحی سازه، حداکثر نرخ‌های قدرت / وزن، حداقل نرخ‌های سطح / حجم، و حداقل الزامات شالوده‌ای را فراهم گردانیده و کارگزاری آن آسان و سریع می‌باشد. آقای تیناری برای منبع گرمایی، یک جمع‌کننده انرژی خورشیدی کروی رو به جنوب را به صورتی خلاقانه (که خودش اختراع کرده بود) انتخاب نموده بود که برای جمع‌آوری دائم انرژی خورشیدی در حالت ۹۰ درجه قرار داده شده بود که بدین ترتیب از مکانیزم پیچیده چرخیدن برای یافتن نور خورشید اجتناب شده شده بود.
ذخیره گرمایی با استفاده از یک ترکیب منحصر به فرد از آب و موم (که این را هم اختراع نموده بود) تکمیل گردیده بود که قادر بود تا به صورتی قابل توجه میزان گرمای ذخیره شده به ازای هر واحد حجم را با استفاده از گرمای پنهان موم خیس خورده شده را افزایش دهد. یک ملخ سه باله عمودی، با باله‌های سه متری و مجهز شده با دلوهای شروع، بر روی ساختمان قرار داده شده و برای ایجاد انرژی برق برای خانه مورد استفاده قرار گرفته بود. انرژی اضافی مخزنی از باتری‌ها ذخیره می‌گردید که در زیرزمین قرار داده شده بود.
این دانشجوی مهندسی جوان برای بازیابی موارد دور ریختنی از یک فرایند هضم زیست‌محیطی استفاده نموده بود تا همه زائدات خانگی را فرآوری کرده و آنرا به گاز متانی تبدیل نماید که در یک مخزن در زیرزمین ذخیره می‌گردید. این گاز برای پخت‌وپز، حمایت کردن از انرژی در روزهای غیرآفتابی و شارژ مجدد باتری‌ها در روزهای بدون باد، مورد استفاده قرار می‌گرفتند. نیازهای غذایی با استفاده از دو گلخانه با گنبدهای شیشه‌ای که در سمت جنوبی طبقه اول قرار داده شده بودند، تأمین می‌شودند. ماهی و حیوانات کوچک هم پرورش داده می‌شدند…